# 科恩-沈吕九方程
科恩－沈吕九方程（英語：Kohn–Sham equation，简称科恩－沈方程）在密度泛函理论里面指的是与真实体系相关的虚拟体系所满足的薛定谔方程。该虚拟体系中的粒子（通常是电子）在无相互作用的有效势场中运动，粒子密度在空间各点均与真实系统相同。科恩－沈吕九方程中的有效势通常用 {\displaystyle v_{\rm {s}}(\mathbf {r} )} 或 {\displaystyle v_{\rm {eff}}(\mathbf {r} )}) 来表示，称为科恩－沈势。虚拟系统中的粒子是彼此无相互作用的费米子，因此科恩－沈方程的精确解为单个斯莱特行列式，行列式中的轨道则称为科恩－沈轨道，每一个科恩－沈轨道都可以表示为原子轨道的线性组合，也可以按照基函数展开。科恩－沈方程的形式如下：
式中 {\displaystyle \varepsilon _{i}} 为科恩－沈轨道 {\displaystyle \phi _{i}} 的轨道能。含有 {\displaystyle N} 个粒子的科恩－沈系统的电子密度则由下式给出：
科恩－沈方程于 1965 年由加利福尼亚大学圣迭戈分校的沃尔特·科恩与沈吕九提出并以他们的名字命名。

## 科恩－沈势
密度泛函理论中，体系的能量是电子密度的泛函：
式中 {\displaystyle T_{s}} 是科恩－沈动能项，可以用科恩－沈轨道表出如下：
{\displaystyle v_{\rm {ext}}} 是作用在真实系统上的外势（至少包括原子核与电子之间的相互作用势），{\displaystyle V_{H}} 是哈特里（库仑）能：
{\displaystyle E_{\rm {xc}}} 是交换相关能量。对虚拟体系总能量表达式右端除动能项之外的部分取电子密度的泛函微商，就得到科恩－沈势的表达式：
上式中最后一项
是交换相关势项。在整个密度泛函理论中只有这一项（及与之相关的能量）是未知的。
科恩－沈轨道能 {\displaystyle \varepsilon _{i}} 并没有明确的物理含义。它与体系总能量的关系由下式给出（参见库普曼斯定理）：
在限制性开壳层计算中，因为科恩－沈轨道的选取不唯一，上式仅对某些轨道能的选取成立。